# Dicranomyia autumnalis
Dicranomyia autumnalis är en tvåvingeart som först beskrevs av Rasmus Carl Staeger 1840.  Dicranomyia autumnalis ingår i släktet Dicranomyia och familjen småharkrankar. Arten är reproducerande i Sverige. Inga underarter finns listade i Catalogue of Life.